# Бофорт, Джон, 1-й граф Сомерсет
Джон Бофорт (англ. John Beaufort, около 1373 — 16 марта 1410) — английский аристократ, 1-й граф Сомерсет с 1397 года, маркиз Сомерсет (Дорсет) в 1397—1399 годах, старший из четверых незаконнорождённых детей Джона Гонта, герцога Ланкастерского, и его любовницы Екатерины Суинфорд, ставшей позднее его третьей женой.
Джон Гонт добился от своего племянника Ричарда II узаконивания всех детей Бофортов, а также в январе 1396 года официально женился на их матери. Легитимизация была произведена папской буллой от 1 сентября 1396 года и подтверждена актом Ричарда II, утверждённым в феврале 1397 года на заседании английского парламента. В том же месяце Джон получил титул графа Сомерсета и стал рыцарем ордена Подвязки. Несмотря на эту легитимацию, все Бофорты, являясь внуками Эдуарда III, были в 1407 году исключены из списка возможных наследников английского престола. Данное ограничение, впрочем, не помешало правнуку Джона Бофорта стать королём Англии Генрихом VII.
Осенью 1397 года Джон участвовал в расправе Ричарда II над лордами-апеллянтами, получив в награду титул маркиза и часть конфискованных земель одного из апеллянтов — графа Уорика. В течение последующих двух лет Джон был назначен на ряд должностей: констебля замка Уоллингфорд (с 20 ноября 1397 года), адмирала ирландского флота (с 2 февраля 1398 года), констебля Дуврского замка и смотрителя Пяти портов (с 5 февраля 1398 года), адмирала Севера и Запада (с 9 мая 1398 года), королевского наместника Аквитании (с 23 мая 1398 года).
Когда в начале июля 1399 года в Йоркшире высадился его единокровный брат Генри Болингброк, намеренный отвоевать своё наследство, которого его лишил Ричард II, Джон Бофорт ещё находился в Англии, собирая войска для отплытия в Аквитанию. 27 июля он без боя сдался Генри в Бристоле. Свергнув Ричарда II, Болингброк, ставший под именем Генриха IV королём Англии, хоть и лишил Джона титула маркиза, простил ему участие в расправе над лордами-апеллянтами. В дальнейшем граф Сомерсет сохранял лояльность брату и стал ведущей фигурой при королевском дворе, получив должность члена тайного совета. С 1401 года он до самой смерти был капитаном Кале, в 1406—1407 годах вновь был адмиралом Севера и Запада. Кроме того, графу Сомерсету поручались важные миссии, затрагивавшие королевскую семью и её честь.
К 1407 году напряжённые политические и военные задачи, решаемые Джоном, негативно сказались на его здоровье, но он продолжал участвовать в заседаниях совета, а в 1409 году даже принял участие в рыцарском турнире. В марте 1410 года он заболел и умер. Его потомки играли заметную роль во время войны Алой и Белой розы. Внучка Джона, Маргарет Бофорт, стала матерью короля Англии Генриха VII, родоначальника династии Тюдоров. Свои права на трон он обосновывал именно родством с Бофортами и их происхождением от Ланкастеров. Потомками Джона являются короли и королевы Англии (а затем и Великобритании), начиная с Генриха VII.

## Происхождение
Джон происходил из побочной ветви английского королевского дома Плантагенетов, получившей прозвание Бофорты. Основание этому роду положили четверо детей, родившихся во время многолетней любовной связи между Джоном Гонтом и Екатериной (Кэтрин) Суинфорд. Джон Гонт был третьим из выживших сыновей английского короля Эдуарда III от брака с Филиппой де Эно. Он получил обширные владения в Англии, часть которых унаследовал благодаря браку с Бланкой Ланкастерской, а с 1361 года носил титул герцога Ланкастерского. В этом браке родился его единственный выживший сын Генри Болингброк, который в 1399 году сверг короля Ричарда II и сам стал королём под именем Генриха IV, основав королевскую династию Ланкастеров. В последние годы правления Эдуарда III Гонт был стюардом королевского двора и фактическим правителем Англии.
Екатерина Суинфорд (при рождении — Екатерина де Роэ) была дочерью рыцаря из Эно Пейна (Жиля) де Роэ. Его точное происхождение неизвестно. Существует предание о том, что он был потомком сеньоров Рё — могущественного рода из Эно, происхождение которого прослеживалось до Каролингов. Однако, по мнению историка Элисон Уэйр, подобное происхождение отца Екатерины сомнительно: хронист Жан Фруассар, который сам был из Эно, скорее всего, был прекрасно осведомлён о происхождении предков Екатерины, но не указывает на её знатность. Скорее всего, если она и находилась в родстве с сеньорами Рё (на что может указывать имя её отца, Жиль, полученное им при крещении и достаточно распространённое среди сеньоров Рё), то в лучшем случае происходила из младшей линии рода. Возможно, что Жиль де Роэ (больше известный по своему прозвищу Пейн, или Паон) был сыном Жана де Роэ. Он имел владения в Эно и получил рыцарское звание, однако был не очень богат. В Англию он перебрался после женитьбы Эдуарда III на Филиппе де Эно. О матери Екатерины, жене Пейна, известно мало, но не исключено, что она была родственницей графов Эно. По мнению Уэйр, именно это может объяснить тот факт, что королева Филиппа покровительствовала как самому Пейну, так и его детям.
У Пейна известно как минимум четверо детей: сын Уолтер и 3 дочери, Филиппа, Элизабет и Екатерина. Последняя состояла на службе у герцогини Бланки Ланкастерской, первой жены Джона Гонта. Около 1362 года она вышла замуж за Хью Суинфорда, арендатора Джона Гонта, в этом браке родились сын и минимум одна дочь. В 1368 году, после смерти герцогини Бланки, Екатерина стала гувернанткой дочерей Гонта. Точно не установлено, когда она стала любовницей Гонта. Впервые официально об этом было сообщено в ноябре 1371 года, после смерти мужа Екатерины. Хотя к тому моменту Гонт женился второй раз на Констанции Кастильской, это не мешало ему встречаться с любовницей. Между 1373 и 1379 годами Екатерина, которая продолжала официально оставаться гувернанткой законнорождённых дочерей Гонта, родила четверых детей: сыновей Джона, Генри и Томаса, а также дочь Джоан.

## Детские годы
Даты рождения незаконнорожденных детей Джона Гонта и Екатерины Суинфорд в документах не упоминаются, однако исследователи вычислили возможные годы рождения на основании косвенных данных. Все четверо детей родились в период между 1371 и 1379 годами. Джон был самым старшим из них. Историк Дж. Харрис относит рождение Джона к 1371 году. Однако с этой датой не согласна Э. Уйэр, автор биографии Екатерины Суинфорд. Исследовательница указывает, что точно не установлено, когда именно Екатерина стала любовницей Джона Гонта. Фруассар писал, что любовный роман начался ещё при жизни Бланки Ланкастерской и Хью Суинфорда, однако он в своей хронике иногда ошибался (в частности, указывал, что Екатерина родила троих детей от Джона Гонта, хотя их было четыре). Поэтому, по мнению Э. Уэйр, свидетельство Фруассара нельзя считать надёжным, ибо люди, предоставившие ему сведения, могли ошибаться. Также в некоторых поздних исследованиях указывается, что любовные отношения между Екатериной и Джоном Гонтом начались ещё при жизни её первого мужа, и её старший сын был «ребёнком от двух отцов», однако подобное современным исследователям кажется маловероятным. В документе о предоставлении 7 июня 1392 года королём Ричардом II ренты Екатерине Суинфорд указывается, что её старшему сыну, Джону Бофорту, был 21 год. Исходя из этого, он должен был родиться между июнем 1371 года и июнем 1372 года. Однако Э. Уэйр ставит под сомнение, что Джон мог родиться в это время, поскольку с июня 1370 года по ноябрь 1371 года Джон Гонт находился за пределами Англии, в Аквитании, где в сентябре 1371 года женился на Констанции Кастильской. Хотя возможно, что Екатерина могла присоединиться к мужу в Аквитании, исследовательница считает подобное маловероятным, поскольку жёны редко сопровождали мужей на войну. Кроме того, кому-то во время отсутствия мужа нужно было управлять поместьями в Англии и заботиться о маленьких детях. Также в петиции папе от 1 сентября 1396 года Джон Гонт указывает, что когда он начал любовную связь, то сам был женат на Констанции Кастильской, а Екатерина была свободна от брака, то есть роман, по его словам, начался уже после смерти мужа Екатерины (ноября 1371 года). Исходя из этого, Уэйр делает вывод, что, скорее всего, любовная связь началась поздней осенью 1372 года, когда произошло значительное увеличение социального статуса Екатерины в домашнем хозяйстве Ланкастеров. По мнению Уэйр, старший сын Екатерины Суинфорд и Джона Гонта, вероятно, родился зимой 1372/1373 года и он мог быть тем ребёнком, для крещения которого в феврале 1373 года были отправлены богатые ткани в Линкольн. В 1372—1373 годах герцог сделал своей любовнице ряд подарков и пожалований, что, по мнению историка Н. Амина, могло свидетельствовать о её беременности.
Своё имя Джон получил в честь отца, у которого он был «большим любимцем»; кроме того, ему было присвоено родовое прозвание Бофорт (англ. Beaufort), которое носили и остальные дети Екатерины и Гонта. Точно не известно, по какой причине была выбрана такая фамилия. По одной версии, она связана с замком Бофор в Шампани, который достался герцогу как часть ланкастерского наследства. Однако не исключено, что это могло быть комплиментом Роже де Бофору, брату папы Григория IX, который в 1370-х годах находился в плену у Гонта и с которым он позже поддерживал тесные дипломатические контакты. В старых исследованиях утверждалось, что все дети Екатерины родились в замке Бофор, однако эта информация не соответствует действительности: Джон Гонт никогда его не посещал и продал в 1369 году. По мнению Уэйр, Джон, скорее всего, родился в Линкольне.
Детские годы Джона прошли в принадлежащем Екатерине Суинфорд имении Кетлторп в Линкольншире, поскольку его отец стремился не афишировать свой роман. Кроме двух родных братьев и сестры у Джона был единоутробный старший брат Томас Суинфорд и минимум одна единоутробная сестра, которые родились от первого брака матери. Кроме того, у Джона Гонта родилось несколько законнорождённых сыновей и дочерей, из которых до совершеннолетия дожили только четверо: Генри Болингброк (будущий король Генрих IV), Филиппа, Елизавета и Екатерина.

## Карьера во время правления Ричарда II

### Ранняя карьера
Хотя из-за незаконнорождённости Джон не мог унаследовать титулы и владения, положение его отца открывало значительные перспективы. Он был дворянином и получил герб, за основу которого был взят отцовский, и состоял из сине-белого щита, на котором размещалась диагональная красная лента слева направо, украшенная тремя львами Англии с наложенным ламбелем в виде трёх лент с лилиями. Эта косая полоса была отличительным признаком незаконнорождённости. В феврале 1386 года он вместе со старшим братом Томасом Суинфордом присутствовал на церемонии в капитуле Линкольнского собора, где наследник Джона Гонта — Генри, граф Дерби, — был принят в братство собора.
К 1390-м годам Джон Бофорт приобрёл репутацию «человека рыцарской доблести». Весной 1390 года он упоминается в числе 13 английских рыцарей, отличившихся против французских рыцарей на турнире, проводимом в Сент-Энглевере недалеко от Кале. На этот турнир Джон попал благодаря влиянию своего отца. Там же участие принимали и его братья: единокровный — Генри Болингброк, граф Дерби, и единоутробный — Томас Суинфорд. По мнению Н. Амина, совместное участие в этом турнире укрепило дружеские связи между юношами, которые сохранятся на всю жизнь.
Участие в рыцарском турнире для Джона не осталось незамеченным: один из французских рыцарей, Жан ле Менгр, известный под прозвищем «Бусико», предложил юноше присоединиться к франко-генуэзской армии для участия в Махдийском крестовом походе в Северной Африке. Французами командовал Людовик II, герцог Бурбонский. Основной задачей похода была борьба с мусульманскими пиратами, которые свирепствовали в Средиземном море. Крестоносцы прибыли к Махдии, осада которой длилась два месяца. Из-за нехватки провизии и плохого знания местности поход окончился неудачно. В итоге крестоносцы были вынуждены заключить перемирие. Неизвестно, как долго Джон участвовал в походе, но полученный опыт ему пригодился в будущем. По возвращении в Англию ему были пожалованы поместья Оверстон, Мэкси, Эйдон и доля в поместье Брэмптон-Парва; они приносили ежегодный доход в 85 фунтов. По утверждению Дойла, именно в этом походе Джона посвятили в рыцари — в 1391 году (не позже 6 декабря).
7 июля 1392 года король Ричард II назначил Джона одним из придворных рыцарей, «нанятых для того, чтобы пожизненно сопровождать короля»; эта должность приносила 100 марок ежегодно. Чтобы увеличить доход сына, Джон Гонт увеличил это жалование до 100 фунтов. К этому же периоду относится и первый случай, когда Джон Бофорт смог начать проявлять своё растущее влияние: 28 октября 1392 года он добился помилования своего арендатора Джона Кроса из Оверстона, обвинённого в «убийстве Джона Логоу при самообороне».
20 сентября 1394 года Ричард II сделал новое пожалование Джону — поместья Карри Ривел, Лэнгпорт и Марток в Сомерсете; при этом получить он их мог только после смерти текущего владельца — не имевшего наследников пожилого Уильяма Монтегю, 2-го графа Солсбери. Граф умер в 1397 году, после чего Бофорт смог вступить во владение этими землями.
В том же 1394 году Джон отправился в новый крестовый поход — на этот раз в Литву и Венгрию и, возможно, принимал участие в битве при Леттове. В 1396 году он участвовал в битве при Никополе.
По мнению Н. Амина, в середине 1390-х годов Джон, возможно, был обручён с племяницей короля Маргарет Холланд, дочери Томаса Холанда, 2-го графа Кента. В это время девушка была ещё несовершеннолетней, поэтому брак не был заключён сразу. Поженились они не позднее 28 сентября 1397 года, первый ребёнок у них родился в 1401 году. Как отмечает Н. Амин, брак с одной из самых желанных невест в сочетании с недавними пожалованиями и воинскими подвигами открывал для Джона путь в аристократическое общество.

### Легитимизация
В 1394 году умерла вторая жена Джона Гонта, после чего он решил жениться на своей многолетней любовнице Екатерине Суинфорд. Кроме чувств, которые он питал к своей многолетней любовнице, скорее всего, он таким образом желал ещё и легитимизировать своих детей. Сам брак был заключён 13 января 1396 года. Он вызвал тревогу при королевском дворе и всеобщее неодобрение, ибо его посчитали мезальянсом. При этом у герцогской четы не было какого-то документа, дозволяющего брак — только устное разрешение папы, поэтому возникали опасения, что брак может быть оспорен и аннулирован. Поэтому герцог написал папе, прося дать апостольское дозволение. 1 сентября 1396 года папа своей буллой объявил брак герцога действительным. Кроме того, он легитимизировал их рождённых до брака детей — Бофортов. Это известие добралось в Англию не позднее 7 октября.
В январе 1397 года в Вестминстере собрался английский парламент, на котором Эдмунд Стаффорд, епископ Эксетера, обратился к членам церкви и заявил от имени короля, что папа римский узаконил детей герцога Ланкастерского, родившихся от связи с Екатериной Суинфорд, и зачитал хартию Ричарда II, в которой указывалось, что Бофорты «наделены от природы великой честностью в жизни и поведении, рождены от королевской крови и божественным даром украшены многими добродетелями». Далее оговаривалось, что они теперь «имеют право приобретать любое поместье, занимать любую должность или наследовать любой титул, как если бы они были рождены в законном браке». В итоге после завершения 12 февраля работы парламента незаконнорождённость Бофортов была отменена не только по каноническому, но и по общему праву, и ни один англичанин не мог оспорить решение папы или парламента. Теперь они становились полноправными членами королевской семьи.

### Граф Сомерсет и маркиз Дорсет
Легитимизация Бофортов оказала благотворное влияние на их дальнейшую карьеру. Теперь судьба Джона и его братьев и сестры никак не зависела от благосклонности стареющего отца, они могли получать титулы, должности и собственность по своему усмотрению. Немаловажным фактом было и то, что их приобретения теперь могли передаваться по наследству будущему потомству. Как отмечает Н. Амин, теперь Бофорты вышли на английскую политическую сцену в качестве силы, с которой следовало считаться. Уже 10 февраля, на следующий день после легитимизации, Джон Бофорт получил титул графа Сомерсета. Во время церемонии король лично надел на него «пояс с мечом», а также накинул бархатный плащ, символизирующий, что новая власть графа была получена лично от суверена, и никакой другой власти над ним нет. Теперь он становился пэром Англии и получал наивысший социальный статус — выше были только король и герцоги. Вскоре Джон стал ещё и рыцарем ордена Подвязки, заняв место, вакантное после смерти в сентябре 1396 года Джона Бомонта, 4-го барона Бомонта. После этого ему было дозволено, как и другим рыцарям ордена, повесить в часовне Святого Георгия в Виндзоре свой меч, щит и знамя. Кроме того, Джон теперь поменял герб, поскольку теперь он, как и все законнорождённые потомки Эдуарда III, имел право использовать английский королевский герб.
10 июля Ричард II внезапно приказал арестовать своего дядю, герцога Глостера, и графов Арундела и Уорика — бывших лордов-апеллянтов, в своё время восставших против короля. По наущению короля на заседании парламента они были обвинены в «тяжких преступлениях» и «предательской узурпации законной власти». В итоге граф Арундел был казнён, а граф Уорик был лишён всех земель и титулов и отправлен в изгнание на остров Мэн. Самой высокопоставленной жертвой был герцог Глостер. Его родные братья Джон Гонт и Эдмунд Лэнгли предпочли дистанцироваться от опального аристократа. Герцог Ланкастерский опасался, что гнев мстительного короля может обрушиться на его сына, графа Дерби, который в своё время участвовал в восстании лордов-апеллянтов, поэтому согласился с действиями племянника и в качестве председателя суда пэров вынес обвинительный приговор Арунделу.
Джон Бофорт присутствовал на всех судебных процессах. Более того, в источниках его называют одной из ведущих фигур, призывавших к аресту Глостера и обвинявших его в государственной измене. Однако перед судом дядя короля так и не предстал: парламенту было объявлено, что герцог умер во время заключения в Кале. Хронисты и современные исследователи едины во мнении, что герцог был убит по приказу короля.
Уничтожив соперников, Ричард II решил наградить нескольких дворян, поддержкой которых намеревался заручиться. В частности, Генри, граф Дерби получил титул герцога Херефорда. Среди награждённых оказался и Джон Бофорт. 29 сентября он получил часть конфискованных земель графа Уорика и был пожалован титулом маркиза Дорсета. В числе переданных вдадений были поместья Дрейтон Бассетт, Уолсолл, Перри, Хэмстед и Барр в Стаффордшире, Бакби в Нортгемптоншире, Черхилл и Хинтон в Уилтшире, Нектон и Крессингем в Норфолке. Уверенный в лояльности и военных талантах Бофорта, 20 ноября в дополнение Ричард II пожаловал ему часть владений недавно умершего Томаса Рэли с ежегодным доходом в 400 марок, а также назначил его констеблем замка Уоллингфорд с ежегодной рентой в 100 марок. Джон продолжал пользоваться благосклонностью короля и после того, как в январе 1398 года герцог Норфолк выдвинул против герцога Херефорда обвинения в заговоре против Ричарда II, в результате которых тот был изгнан из Англии. Факты свидетельствуют, что Бофорты оставались достаточно влиятельны и в тот период, когда их единокровный брат оставался во власти параноидального монарха. В 1398 году последовало ещё несколько назначений: 2 февраля Бофорт был назначен адмиралом ирландского флота, 5 февраля — констеблем Дуврского замка и смотрителем Пяти портов, 9 мая — адмиралом Севера и Запада, а 23 мая — королевским наместником Аквитании. В этом же году его брат Генри, избравший духовную карьеру, несмотря на юный возраст, был избран епископом Линкольна. Росли и доходы Джона. 24 октября шерифу Дорсета было велено выплачивать маркизу 35 марок в год в связи с его возвышением, 8 ноября торговцам Сануиджа в Кенте (одного из Пяти портов) было велено ежегодно предоставлять своему смотрителю ренту в 100 марок за право торговать шерстью, шкурами и шерстяными изделиями. Полученные гранты также увеличивали растущее влияние Джона в разных графствах.
3 февраля 1399 года умер Джон Гонт. Его похоронили «с большими почестями» 16 марта в соборе Святого Павла. На похоронах присутствовал Ричард II и его двор. Хотя нет никакого упоминания о том, были ли там Бофорты, Н. Амин считает, что они, вероятно, должны были почтить память отца. Всем им было завещано по дюжине блюд и немного денег.
После смерти дяди Ричард II решил окончательно сокрушить своего двоюродного брата. Наследником Гонта был его изгнанный на 6 лет из Англии сын Генри Болингброк, герцог Херефорд, но 18 марта 1399 года король объявил, что все земли, титулы и владения, принадлежавшие умершему герцогу, переходят к короне. Однако изгнанник и не подумал смириться, решив силой вернуть своё наследство. Воспользовавшись отсутствием короля, отправившегося в поход в Ирландию, Генри в начале лета 1399 года отплыл в Англию, намеренный отвоевать своё наследство, которого его лишил Ричард II.

## Карьера во время правления Генриха IV

### Восхождение на престол нового короля
Когда в начале июля 1399 года Генри Болингброк высадился в Йоркшире, Джон Бофорт ещё находился в Англии, собирая войска для отплытия в Аквитанию. 7 июля королевский совет попросил его отложить отплытие и отправиться в замок Беркли в Глостершире, к своему дяде, герцогу Йоркскому, назначенному Ричардом II на время своего отсутствия протектором королевства, чтобы собрать армию для отсутствовавшего в этот момент в Англии короля. 27 июля в Беркли прибыл Генри Болинброк. О чём именно он договаривался с дядей, неизвестно, но последующие события показали, что герцог Йорский решил отдать предпочтение одному племяннику перед другим. На следующий день Болингброк двинулся к Бристолю, где находился Джон Бофорт, сдавшийся брату без боя. Вернувшийся в августе в Англию король ничего не смог противопоставить кузену и попал в его руки. 29 сентября он был вынужден подписать акт об отречении от престола.
После свержения Ричарда II Генри Болингброк был под именем Генриха IV коронован английской короной. Вероятно, только близкое родство спасло Джона, который был тесно связан с правительством бывшего короля, от разорения. Хотя граф Нортумберленд и сэр Генри Перси советовали Болингброку казнить Бофорта, когда тот сдался в Бристоле, будущий король отказался это сделать, сказав, что тот его брат и всегда был ему другом, и показав в качестве доказательства письмо, присланное во Францию. После коронации Генрих IV лишил Бофорта титула маркиза, вернув прежний титул графа Сомерсета, приказал отказаться от должности смотрителя Пяти портов и констебля Дуврского замка и отобрал полученные ранее поместья графа Уорика, которые вернулись законному владельцу. При этом он никогда не сомневался в преданности брата, простив тому участие в расправе с лордами-апеллянтами. Историк Н. Амин считает, что Джон мог вести двойную игру, оставаясь верным брату, но одновременно убеждая Ричарда II, что он на самом деле истинный вассал короля, поскольку такой сценарий, по его мнению, мог объяснить, почему тот не протестовал против изгнания Болингброка, в отличие от шурина, Ральфа Невилла, 1-го графа Уэстморленда. В дальнейшем граф Сомерсет быстро продемонстрировал лояльность Генриху IV.

### Первые годы правления Генриха IV
В первые годы своего правления новый король столкнулся с недовольством знати. Сильно завися от ненадёжного Генри Перси, графа Нортумберленда, Генрих IV во многом полагался на лояльность и способности брата. На коронации Генриха IV Джон нёс второй меч, «обёрнутый в красное и перевязанный золотыми лентами, символизирующими двойное милосердие». На коронационном банкете ему была предоставлена почётная церемониальная должность одного из королевских разрезателей мяса. 7 ноября 1399 года Джон был назначен камергером Англии, став ведущей фигурой при королевском дворе. Его должность подразумевала надзор за ведением королевского домашнего хозяйства, обеспечение надлежащего содержания личных апартаментов короля, их меблировки и найма надлежащего персонала. При этом он контролировал доступ в королевские покои. Сначала Бофорту помогал Томас Эрпингем, а в 1404 году его сменил барон Ричард Грей из Коднора. При этом Джон служил посредником между королём и его советом, принимал непосредственное участие в королевской политике, имея на неё значительное влияние. Эту должность он сохранил до своей смерти.
Ещё больше расположение короля к Джону повысила роль, которую тот сыграл в помощи Томасу Арунделу, доверенному лицу Генриха IV. Восстановленый на посту архиепископа Кентерберийского, Арундел обратился в парламент с просьбой вернуть всё имущество, захваченное во время его отсутствия Роджером Уолденом. Адам из Аска сообщает, что узнав о высадке архиепископа в Англии, граф Сомерсет изъял «шесть повозок из рук слуг Уолдена, которые он отправил в замок Солтвуд для сохранности, а затем доставил всё упомянутому Томасу».
В январе 1400 года Джон вместе с Томасом Эрпингемом командовал отрядом из 4 тысяч лучников, посланных против восставших графов. 10 февраля графа Сомерсета пожизненно утвердили камергером Англии. В том же году Джон вместе с младшим братом Томасом принял участие в королевском военном походе в Шотландию, во время которого были сожжены «города, деревни и замки» и не осталось «ничего, кроме религиозных домов и церквей». Однако шотландская армия не стала вступать в сражение с превосходящими силами англичан, после чего те вынуждены были вернуться домой. Для похода граф Сомерсет взял с собой 39 латников и 160 лучников.
В том же году в Уэльсе вспыхнуло восстание, которое возглавлял Оуайн Глиндур. Для его подавления Генрих IV «собрал лучшие части своего войска и двинулся маршем в Северный Уэльс». В этом походе его вновь сопровождали братья Бофорты. Хотя английская армия мало чего добилась, экспедиция дала им возможность проявить себя в военном деле и больше сблизиться с королём. После возвращения Глиндур был официально объявлен в Англии изменником, а его земли были конфискованы и 8 ноября переданы графу Сомерсету, что теоретически обеспечивало ему большое количество владений по всему Уэльсу. Однако он так и не смог ими завладеть. В тот же день король пожаловал брату ещё и владения недавно умерших Роберта Харрингтона и Элизабет, леди Додли. 25 ноября ему были предоставлены две роскошные кровати из имущества, конфискованного у Джона Холланда, графа Хантингдона, 5 дней спустя — ещё две кровати, хотя и неясно, были ли они отдельным подарком. 10 февраля 1401 года ему были подарены принадлежавшие ранее графу Хантингдону доспехи. Осенью того же года Джон вновь принимал участие в королевском походе в Северный Уэльс.
Джон, судя по источникам, не участвовал в подавлении восстания Перси в 1403 году, но 28 сентября того же года он был на некоторое время назначен наместником в Южном Уэльсе, получив необходимые полномочия для поимки любых валлийских мятежников и захвата их земель и имущества для короны. Назначение для графа Сомерсета оказалось гораздо более тяжёлым, чем ожидалось. Уже через неделю он обратился к королевскому совету за помощью и с просьбой заменить его, поскольку солдаты гарнизона угрожали сложить оружие, пока им не будет выплачено положенное жалование. Хотя некоторая сумма для выплат солдатам была отправлена, на своей должности Джон долго не задержался: уже к 12 ноябрю его сменил Эдвард Норвичский, 2-й герцог Йоркский. 13 февраля 1404 года граф Сомерсет получил назначение уполномоченного по связям с Францией, а 20 октября того же года стал заместителем констебля Англии.
1 марта 1404 года Джон стал членом королевского совета, хотя и продолжал заниматься своими обязанностями в Кале. Чтобы помочь снабжать домочадцев и гарнизон для переправы через Ла-Манш, 18 апреля ему был выделен остров Тенит в графстве Кент.

### Дипломатические миссии
В этот период графу Сомерсету нередко поручались важные миссии, затрагивавшие королевскую семью и её честь. Одним из поручений было сопровождение во Францию принцессы Изабеллы, второй жены Ричарда II, в качестве официального представителя английской короны. В этой миссии ему помогали Томас Перси, граф Вустер, епископы Херефордский и Даремский, а также обширная свита из рыцарей, оруженосцев, пажей, дам и служанок. Они покинули Англию 28 июля 1401 года и добрались до Лёлингема — небольшого поселения к югу от Кале, где официально передали Изабеллу французам.
Летом 1402 года Джон сопровождал в Кёльн королевскую дочь Бланку перед её браком с Людвигом Баварским. Сохранились записи королевского напоминателя за период с 17 апреля по 26 июля, содержащие отчёт об этом путешествии. 23 апреля, когда праздновался день святого Георгия, граф Сомерсет и его свита прибыли в Колчестер, где перед мессой в часовне Пресвятой Девы Марии они раздавали милостыню бедным. 30 апреля они добрались до Ипсвича, отслужив там мессу в монастыре кармелиток. Дальше в путь они двинулись 6 июня, добравшись до Хариджа, где сели на корабль и отплыли в Брилле (Голландия). 19 июня граф Сомерсет с невестой прибыл в Дордрехт, где его принял престарелый граф Альбрехт, двоюродный брат его отца. Возможно, что именно по причине близкого родства приём был достаточно пышным, на нём присутствовало более 800 гостей. Для дальнейшего путешествия было приобретено несколько судов, чтобы вместить значительный груз, после чего свадебная экспедиция двинулась вверх по реке Ваал. 24 июня они останавливались в Неймегене, 26 июня — в Клеве, 28 июня — в Бюдерихе. До Кёльна они добрались 30 июня. Свадебная церемония состоялась 6 июля в городском соборе, там граф Сомерсет официально передал десятилетнюю племянницу её супругу. В Англию Джон вернулся 25 июля.
Следующая миссия была связана со вторым браком Генриха IV. 3 апреля 1402 года Джон был одним из свидетелей в Элтеме на церемонии брака по доверенности короля с Жанной Наваррской, а затем граф Сомерсет был выбран для сопровождения королевской невесты из Бретани в Англию. 28 ноября он вместе с младшим братом, епископом Генри Бофортом, отплыл из Саутгемптона, но их корабли попали в сильный шторм и не смогли пересечь Ла-Манш. Пробыв в море 11 дней, они пристали к английскому берегу в Плимуте. Вторая попытка перебраться через море оказалась более успешной, и в начале января 1403 года братья прибыли в Камаре-сюр-Мер в Бретани. Здесь они устроили пир вместе со своей новой невесткой, по этому случаю было закуплено более 100 бочек вина, что обошлось английской казне в астрономическую сумму 384 фунта 16 шиллингов. Н. Амин считает, что, возможно, именно из-за такой расточительности Генрих IV сделал выговор братьям по их возвращении, поскольку в Английском королевстве и так были серьёзные финансовые проблемы. Бофорты с королевской невестой отплыли из Бретани 13 января и 6 дней спустя добрались до Фалмута. Отсюда они отправились в Эксетер, где присоединились к Генриху IV и королевскому двору. После новых празднований двор отправился в Уинчестер, где в местном соборе состоялось венчание. Вместо престарелого епископа Уинчестерского Уильяма Уикемского церемонию проводил Генри Бофорт.

### Капитан Кале
Основной сферой деятельности Джона в этот период был Кале, капитаном которого он был с 1 ноября 1401 года до самой смерти. Это назначение было важной миссией, целью которой была защита английских ворот в материковую Европу. Город постоянно находился под угрозой нападения французских и бургундских войск, поэтому должность могла быть доверена только человеку, чья преданность была безупречна, а Джон к концу 1401 года как раз обладал подобной репутацией. В качестве капитана он был обязан разбирать уголовные и гражданские иски в городе и прилегающих к нему поселениях, а если возникала необходимость, мог выносить решения по любым неразрешённым спорам. Кроме того, капитан отвечал за обеспечение безопасности тех, кто планировал пересечь Ла-Манш, чтобы попасть в Англию, включая всех иностранных посланников, добивавшихся аудиенции у короля. То есть по сути он мог контролировать всех, кто направлялся в Англию или отплывал из неё. Его предшественником на этой должности был Джон Холланд, граф Хантиндон — единокровный брат Ричарда II, казнённый Генрихом IV за участие в Крещенском заговоре, так что граф Сомерсет извлёк пользу из измены Холланда. Занятый другими делами, в Кале Джон отправился только в апреле 1403 года, прибыв туда в начале мая. Уже 9 мая новому капитану пришлось проводить расследования после получения сообщения о том, что какое-то судно под названием «Ла-Мари из Лесклюза», «нагруженное различными товарами из Руана», плыло в Нормандию, но пристало к берегу около Кале, после чего какие-то англичане распродавали эти товары по дешёвке. Судя по источникам, виновные были найдены и наказаны. В 1402 году Джон лично участвовал в боевых действиях в Ла-Манше, захватив несколько испанских кораблей. В дальнейшем он неоднократно лично организовывал защиту Кале.
В мае 1405 года Марк, небольшое английское владение около Кале, было осаждено французской армией из двух тысяч солдат, которую возглавлял Валеран III де Люксембург, граф де Линьи и де Сен-Поль. Его защитникам удалось отразить ужасающий натиск, после чего в сражение вмешался гарнизон Кале. Выйдя из города, они направились к противникам под предлогом предложения мира, везя вино и провизию, но обманули их: приблизившись к французам, англичане внезапно обрушили на противника град стрел, убив множество людей и вынудив остальных обратиться в бегство. При этом погибло несколько крупных французских военачальников, а от 60 до 80 рыцарей попали в плен. Ободрённые успехом, подчинённые графа Сомерсета через три дня выступили из Кале и осадили город Ардр, используя снаряжение, захваченное у армии графа Валерана. Попытка оказалась неудачной и несколько дней спустя они отступили в Кале. Контратака около Марка была преподнесена в Англии как великая победа; 21 мая король с гордостью сообщил архиепископу Кентерберийскому об успехе своего брата, приказав вознести благодарственные молитвы Богу, подчеркнув «великие опасности», которым подвёргся Джон. Кроме того, Генрих IV умолял архиепископа и его служителей помолиться за подчинённых графа Сомерсета, которые «обратили в бегство» французов «к немалой чести этих подданных, короля и королевства».
После того как в марте 1407 года гарнизон города, недовольный растущей задолженностью по жалованию, восстал, граф Сомерсет убедил королевский совет на постоянной основе выделять доходы на защиту Кале.
В июле 1408 года граф Сомерсет, вернувшийся в Кале, узнал, что некоторые из его солдат совершили поход в Пикардию, чтобы захватить провиант у сельских жителей, но вскоре оказались в окружении более крупными отрядами французов. Оставшийся гарнизон был недостаточно укомплектован, но Джон придумал хитрый план: собрал в Кале жён пропавших солдат и провёл их в боевом порядке к месту, где оказались англичане. Неизвестно, были ли женщины вооружены, но, увидев большое количество людей, французы бросились врассыпную.
Из-за забот о защите Кале и прилегающего к нему моря, а также развития хороших отношений с Фландрией, Джон и его брат Генри Бофорт пользовались существенной поддержкой палаты общин в парламенте. Во время взаимных подозрений из-за восстания мятежных графов 1400 года граф Сомерсет по ходатайству палаты общин был объявлен лояльным. В 1402 году палата общин подавала прошение о возвращению Джону титула маркиза, но тот сам отказался от него, заявив, что этот титул не знаком англичанам. В октябре 1402 году король выдвинул графа Сомерсета в качестве одного из лордов, которым он разрешил общаться с палатой общин при условии, что это конституционное нововведение не будет восприниматься как прецедент. В начале 1404 года Джон был одним из министров, которых Генрих IV в качестве снисхождения к общественному мнению назначил в парламент для формирования большого и малого королевского совета, причём его особо хвалил спикер. В 1405—1406 годах Джон постоянно участвовал в заседаниях советов, как и его брат Генри Бофорт, занимавший должность канцлера. С 23 декабря 1406 года по 8 мая 1407 года Джон снова был адмиралом Севера и Запада.

### Королевские пожалования
В условиях недовольства валлийцев и постоянной угрозы со стороны Франции и Шотландии, новому королю было необходимо обеспечить безопасность королевства. Бофорты были его ближайшими родственниками, поэтому Генрих IV с самого начала своего правления поощрял их преданность дополнительными дарами. Уже 22 января 1400 года Джону были пожалованы все владения, конфискованные у одного из участников Крещенского восстания — Ральфа Ламли, 1-го барона Ламли. Весной 1401 года Джону были пожалованы ещё и поместья Уильяма Асторпа — Сэмфорд Певерелл и Аллер Певерелл. Позже, 16 ноября, он добился увеличения этого пожалования, а 19 ноября ему были ещё и переданы поместья в Западном Уэльсе, отобранные у участников восстания Глиндура. Недвижимость, которая располагалась в пригородах Искоеда и Гвиндионидда в Кардиганшире, увеличила доход Джона на 200 марок.
21 сентября 1401 года графу Сомерсету был пожизненно пожалован дом под названием «Ла Тур», расположенный на берегу Темзы. Ранее он принадлежал Элис Перрерс, скандальной любовнице короля Эдуарда III. Позже этот дом стал известен под названием Колдхарбор и был любимой резиденцией Маргарет Бофорт, внучки Джона. Кроме того, он получил и участки земли на Темз-стрит неподалёку от приходской церкви Всех святых, которые ранее принадлежали графу Хантингдону. Благодаря этим пожалованиям граф Сомерсет получил солидную недвижимость в Лондоне рядом с оживлённой рекой, что позволило ему свободно добираться как до здания парламента, так и до нескольких королевских дворцов.
В ноябре 1401 года родился первенец Джона. Он был крещён 26 ноября, причём крёстным отцом стал сам король, в честь которого мальчик получил имя Генри. Более того, Генрих IV назначил новорождённому ежегодное пособие в тысячу марок до тех пор, пока отец или король не смогут предоставить ему иные средства к существованию. Место крещения не указано, но патент был выдан в Вестминстере, на основании чего Н. Амин полагает, что церемония происходила или во дворце, или в близлежащем аббатстве.
24 апреля 1402 года Джону была выдана лицензия на передачу части земель в Девоне нескольким церковникам, в том числе и его брату Генри Бофорту. То же самое было сделано с принадлежащими ему конфискованными владениями Оуайна Глиндура. Причина этого не указывается. Н. Амин считает, что графу Сомерсету или срочно нужны были деньги, или он таким образом мог надеяться в будущем получить благосклонность церкви.
7 мая 1407 года Джон получил должность констебля замка Корф в Дорсете. Внушительная крепость, построенная на крутом меловом мысе на краю Пербекских холмов, быстро стала одной из любимых резиденций графа Сомерсета. К этому времени ранее неприступный замок, в который можно было попасть, перейдя по мосту через глубокий ров и двухэтажную сторожку у ворот, превратился в роскошный дворец.
При этом реальные владения графа Сомерсета оставались не очень большими. Ещё отец выделил ему группу поместий в Мидлендсе и Сомерсете; позже к ним добавились поместья его жены, Маргарет Холланд, сестры и наследницы умершего в 1408 году Эдмунда Холланда, 4-го графа Кента. Полученные в 1397 году владения, конфискованные у графа Уорика, ему в 1399 году пришлось вернуть. Более поздние пожалования Генриха IV мало что ему добавили, кроме замка Корф. При этом у него был аннуитет от короны в размере тысячи фунтов. Хотя в 1400 году Джону были переданы конфискованные владения лидера уэльского восстания Оуайна Глиндура и других мятежников, он так и не смог ими завладеть. Также король предоставил ему опеку над находившимися под королевским управлением поместьями Иво Фиуоррена и барона Фицуолтера. Это увеличило его доходы, но собственные владения приносили ему не больше тысячи фунтов в год. Это давало ему небольшое влияние на местном уровне, а его феодальная свита состояла в основном из солдат. Политическое влияние графа Сомерсета было основано только на его военном командовании и родстве с Ланкастерами.

## Последние годы, смерть и наследство
В 1406 году ситуация в Англии улучшилась. Принц Генри (будущий король Генрих V) взял на себя руководство военной кампанией в Уэльсе; в результате его действий восстание валлийцев оказалось на грани краха. Кроме того, в марте того же года англичанам удалось захватить наследника шотландского престола Джеймса. Две недели спустя умер шотландский король Роберт III, после чего английский пленник под именем Якова I формально стал королём. В итоге Генрих IV получил необходимую передышку на Севере.
При этом внутри самой Англии продолжались внутренние раздоры. Финансовая ситуация в королевстве была плохой, и в 1406 году английский парламент решил сократить огромные расходы, погасив при этом многие долги короля. Хотя Генрих IV считал подобное вмешательство оскорбительным для своего королевского достоинства, ему пришлось с ним согласиться. Ко всему прочему, здоровье короля сильно ухудшилось, в результате чего 22 мая по его инициативе для помощи в управлении королевством парламент назначил совет из 17 человек, который возглавил амбициозный принц Уэльский Генри, утверждённый наследником отца. В его состав вошли и Джон и Генри Бофорты. Главной задачей совета было восстановление надлежащего управления королевством, разорённым восстаниями и тяжёлым состоянием финансов. Первое его заседание состоялось 8 декабря. 26 декабря было принято решение о сокращении расходов короны, по которому после Рождества король должен был уехать в одно из загородных поместий. Кроме того, было постановлено, что любые дополнительные финансовые средства должны были направляться на оборону королевства.
Озабоченность Генриха IV престолонаследием и его боязнь того, что дети Джона Бофорта и Маргарет Холланд однажды могут бросить вызов его наследникам, привела к тому, что он решил внести изменения в акт 1397 года о легитимизации Бофортов. Они определили статус потомков графа Сомерсета на протяжении большей части XV века. Поводом для пересмотра статуса Бофортов послужила просьба Джона, который обратился к королю с петицией о подтверждении их законности, предоставленной актом Ричарда II. 10 февраля 1407 года легитимизация была подтверждена, но при этом была добавлена специальная оговорка: «excepta dignitate regali» (с лат. — «за исключением королевского достоинства»). Таким образом в новом акте было указано, что Бофорты не имеют права наследования английского престола. Неизвестно, была это личная инициатива Генриха IV или здесь вмешался кто-то ещё, пытаясь обуздать амбиции королевских родственников. Н. Амин считает, что король просто возводил дополнительный барьер для защиты четырёх сыновей. По его мнению, дополнение к акту 1397 года является попыткой больного короля свести концы с концами, а не доказательством того, что его доверие к Бофортам пошатнулось. По мнению историка, вряд ли Джон и его братья питали какие-то надежды унаследовать трон, поскольку у Генриха IV было четверо взрослых и здоровых сыновей. При этом, как отмечает Н. Амин, возникают серьёзные сомнения в том, что данная поправка была юридически приемлемой: акт 1397 года был ратифицирован парламентом, получая статус закона; любые изменения в него могли быть внесены только в случае одобрения парламентом. На основании этого историк считает, что раз поправка об исключении Бофортов из права наследования престола никогда не ратифицировалось парламентом, она была просто волей короля, а не законом, и могла быть отменена по воле другого короля. Когда в 1485 году английский престол занял Генрих VII, правнук Джона Бофорта, он выводил свои права именно из первоначального акта о легитимизации Бофортов 1397 года.
К 1407 году напряжённые политические и военные задачи, решаемые Джоном, негативно сказались на его здоровье, хотя он продолжал участвовать в заседаниях совета. Кроме того, по сообщениям хронистов, Джон отличился в 1409 году на рыцарском турнире. Он был организован в Смитфилде после того, как Жан де Вершин, сенешаль Эно, написал Генриху IV, предлагая сразиться с его лучшими рыцарями. Король выдвинул для этого единокровного брата. Для турнира рядом с больницей Святого Варфоломея были возведены деревянные помосты, покрытые холстом и камвольной шерстью, задрапированные кусками габелена и золотой ткани. Королевский шатёр был покрыт роскошным кипрским шёлком. Соревнования включали в себя множество состязаний, в том числе и схватку, в которой участвовали по восемь рыцарей с каждой стороны. Граф Сомерсет участвовал во всех, значительно упрочив свою боевую славу.
Во время работы парламента, собравшегося в конце января 1410 года, Джон серьёзно заболел и оказался прикован к постели. Он умер в Вербное воскресенье 16 марта в госпитале Святой Екатерины у Тауэра.
Завещание Джон составить не успел, его последняя воля была устно озвучена свидетелям в день смерти 16 марта. Согласно ей, единственным душеприказчиком Джона назначался его брат Генри Бофорт. Через 4 месяца Маргарет Холланд, вдова Джона, вышла замуж за его племянника Томаса, герцога Кларенса (умер в 1421). По условиям брачного договора он претендовал на опеку над наследниками первого мужа графини и на половину его имущества, в которое, предположительно, входила сумма в 20 тысяч фунтов наличными. Но этот договор был оспорен Генри Бофортом, добившимся частичного успеха.
Хотя «Хроника Брута» сообщает, что тело графа Сомерсета первоначально было захоронено в церкви аббатства на Тауэр-Хилл, его похоронили в часовне Святого Фомы в Кентерберийском соборе. В 1439 году в южном трансепте собора была открыта перестроенная часовня Святого Михаила Кентерберийского. В центре её по воле вдовы Джона, Маргарет Холланд, умершей в этом же году, была создана новая гробница из серого пурбекского мрамора. 27 января 1440 года король Генрих VI, выполняя желание родственницы, отдал приказ перезахоронить тела графа Сомерсета и герцога Кларенса, второго мужа Маргарет, в новой часовне рядом с телом их жены. Сверху гробницы был установлен алебастровый памятник, на котором в центре изображена Маргарет, а по бокам — её мужья. Изображение графа Сомерсета в виде рыцаря с мечом, облачённого в позолоченные доспехи и плащ и с украшенным драгоценными камнями венцом на шлеме, расположено справа от жены. Лицо Джона выглядит гораздо более морщинистым или обветренным, чем у второго мужа Маргарет. Н. Амин считает, что здесь, возможно, была предпринята попытка создать реалистичное изображение графа Сомерсета. Сбоку гробницы когда-то располагалась коллекция гербов Бофортов. Гробница существует и в настоящее время.
Наследниками Джона последовательно были трое его сыновей — Генри, Джон и Эдмунд. Из двух дочерей одна, Джоанна Бофорт, стала королевой Шотландии, а другая, Маргарет Бофорт — графиней Девон.
Сами Бофорты играли заметную роль во время войны Алой и Белой розы. Хотя после гибели в 1471 году Эдмунда Бофорта, титулярного герцога Сомерсета, род угас, осталась побочная ветвь, родоначальником которой был Чарльз Сомерсет, 1-й граф Вустер, незаконнорождённый сын Генри Бофорта, 3-го герцога Сомерсета. Она существует и в настоящее время, её глава носит титул герцога Бофорта, созданный в 1682 году королём Карлом II в знак признания его «наиболее заметного происхождения от короля Эдуарда III от Джона де Бофорта, старшего сына Джона Гонта и Екатерины Суинфорд».
Внучка Джона, Маргарет Бофорт, стала матерью короля Англии Генриха VII, родоначальника династии Тюдоров. Свои права на трон он обосновывал именно родством с Бофортами и их происхождением от Ланкастеров. Его потомками являются все последующие короли и королевы Англии (а затем и Великобритании).

## Герб
Первый герб Джона Бофорта происходил от отцовского и состоял из сине-белого щита, на котором размещалась диагональная красная лента слева направо, украшенная тремя львами Англии, на которых был наложен ламбель с тремя лентами с лилиями. Эта косая полоса была отличительным признаком незаконнорождённости.
Получив в 1397 году титул графа Сомерсета, Джон обновил и свой герб. Новый включал разделённый на 4 части герб короля Англии (щит, где на 1-й и 4-й четвертях располагался герб королей Франции, так называемый France ancien, а на 2-й и 3-й четвертях — герб Плантагенетов), опоясанный каймой из серебра и лазури — сегментированной границы ланкастерских синего и белого цветов. Став королём, Генрих IV принял королевский герб, который около 1400 года был модернизирован, чтобы соответствовать гербу королей Франции (так называемому France moderne), где в 1376 году поле геральдических лилий было заменено на три лилии, намекая на Троицу. После этого был обновлён и герб Бофортов.
- Герб Джона Бофорта
- Герб Джона Бофорта, бастарда Джона Гонта, до легитимизации
- Герб Джона Бофорта, 1-го графа Сомерсета, с 1397 года
- Герб Джона Бофорта, 1-го графа Сомерсета, рыцаря ордена Подвязки
- Обновлённый герб Бофортов с начала XV века

## Брак и дети
Жена: ранее 28 сентября 1397 Маргарет Холланд (ок. 1381/1385 — 30 декабря 1439), дочь Томаса Холанда, 2-го графа Кента, и Элис Фицалан.
Дети:
- Генри Бофорт (около 26 ноября 1401 — 25 сентября 1418), 2-й граф Сомерсет с 1410 года[7].
- Джон Бофорт (25 марта 1404 — 27 мая 1444), 3-й граф Сомерсет с 1418 года, 1-й герцог Сомерсет и 1-й граф Кендал с 1443 года[7][35].
- Джоанна Бофорт (ок. 1404 — 15 июля 1445); 1-й муж: с 2, 10 или 13 февраля 1424 Яков I (25 июля 1394 — 21 февраля 1437), король Шотландии; 2-й муж: ранее 21 сентября 1439 сэр Джеймс Стюарт Чёрный рыцарь из Лорна (ок. 1383 — после 1451)[7].
- Томас Бофорт (1405—1432), граф Перша[7].
- Эдмунд Бофорт (ок. 1406 — 22 мая 1455), граф Мортен в 1427—1449 годах, 1-й граф Дорсет с 1442 года, 1-й маркиз Дорсет с 1443 года, 4-й граф Сомерсет с 1444 года, 2-й герцог Сомерсет с 1448 года[7][36].
- Маргарет Бофорт[англ.] (1409 — ноябрь 1449); муж: Томас де Куртене (1414 — 3 февраля 1458), 5/13-й граф Девон[7].